# Szack

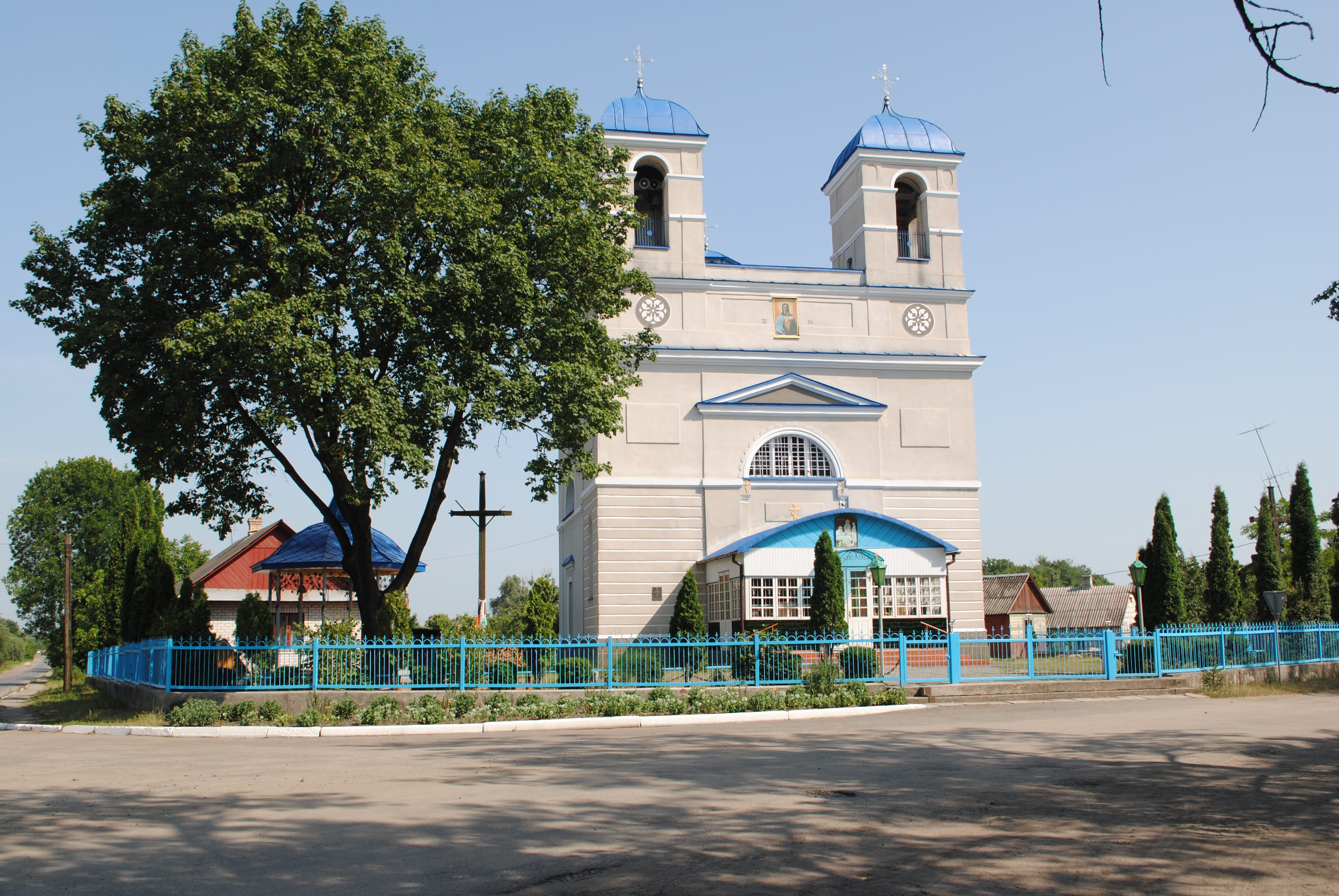
Cerkiew Narodzenia Najświętszej Bogarodzicy w Szacku

Szack (ukr. Шацьк, Szaćk) – osiedle na Ukrainie, w obwodzie wołyńskim, w rejonie kowelskim, siedziba hromady. Ośrodek przemysł spożywczy, siedziba dyrekcji Szackiego Parku Narodowego.

## Historia
Pierwsza wzmianka o Szacku pochodzi z 1410 roku, kiedy król Władysław Jagiełło posłał w szackie lasy myśliwych, aby zaopatrzyli w mięso wyprawę grunwaldzką. W 1595 roku Szack wymieniany był w dokumentach jako miasteczko. W 1812 roku, podczas kampanii rosyjskiej, przez miejscowość przeszły wojska napoleońskie. Od 1768 do 1849 roku Szack należał do rodziny Branickich, której w późniejszych latach władze carskie skonfiskowały majątek.
W czasie I wojny światowej wielu mieszkańców uciekło w głąb Rosji. Od końca 1920 do września 1939 roku Szack wchodził w skład II Rzeczypospolitej. Był siedzibą wiejskiej gminy Szack.
W 1939 roku, w okolicy rozegrała się bitwa pod Szackiem, podczas której Wojsko Polskie stawiło opór nacierającej Armii Czerwonej.
17 stycznia 1940 roku w ramach USRR został utworzony rejon szacki. Po ataku Niemiec na ZSRR 25 czerwca 1941 miejscowość zajęły wojska niemieckie. Do czasu ponownego wkroczenia Armii Czerwonej, z całego rejonu około 1000 osób zostało wywiezionych na roboty do Niemiec. Ostateczne wyzwolenie od okupacji niemieckiej nastąpiło 21 lipca 1944 roku.
w pobliżu miejscowości znajdowały się chutory Grabowo i Wałachowo.

## Zabytki
- Cerkiew Narodzenia Najświętszej Bogarodzicy Ukraińskiego Kościoła Prawosławnego Patriarchatu Moskiewskiego, murowana, z lat 1830–1839.
- Pomnik Tarasa Szewczenki z 1956 roku.